# Three Smart Girls Grow Up
Three Smart Girls Grow Up (Brasil: Três Meninas Endiabradas / Portugal: As Três Raparigas Cresceram) é um filme musical de comédia norte-americano de 1939, dirigido pelo cineasta Henry Koster e estrelado pelas atrizes Deanna Durbin, Nan Grey e Helen Parrish.

## Elenco
- Deanna Durbin ... Penelope 'Penny' Craig
- Nan Grey ... Joan Craig
- Helen Parrish ... Katherine 'Kay' Craig
- Charles Winninger ... Judson Craig
- Nella Walker ... Mrs. Craig
- Robert Cummings ... Harry Loren
- William Lundigan ... Richard Watkins
- Ernest Cossart ... Binns, o mordomo
- Felix Bressart ... um professor de música
- Charles Coleman ... Henry[1]